# Nucras livida
Nucras livida — вид ящірок родини ящіркових (Lacertidae). Ендемік Південно-Африканської Республіки

## Поширення і екологія
Nucras livida мешкають на півдні ПАР, від Капських гір і Великого Кару до Драконових гір. Вони живуть в сухих чагарникових заростях, що ростуть на піщаних ґрунтах.